# Liste der FFH-Gebiete in der Stadt Ansbach
Die Liste der FFH-Gebiete in der Stadt Ansbach zeigt die FFH-Gebiete der mittelfränkischen Stadt Ansbach in Bayern.
Teilweise überschneiden sie sich mit bestehenden Natur-, Landschaftsschutz- und EU-Vogelschutzgebieten.
In der Stadt befinden sich insgesamt drei und zum Teil mit anderen Landkreisen überlappende FFH-Gebiete.
| Gewässerverbund Schwäbische und Fränkische Rezat        | BW | 6832-371 WDPA: 555521722 | Landkreis Weißenburg-Gunzenhausen, Landkreis Ansbach, Ansbach |  | ⊙ | 1.093,90 |  |
| Hofgarten in Ansbach                                    | BW | 6629-302 WDPA: 555521641 | Ansbach                                                       |  | ⊙ | 13,00    |  |
| Naturschutzgebiet 'Scheerweihergebiet bei Schalkhausen' |    | 6629-301 WDPA: 555521640 | Ansbach                                                       |  | ⊙ | 53,00    |  |
| Legende für Fauna-Flora-Habitat                         |    |                          |                                                               |  |   |          |  |